# Wladimir Fjodorowitsch Tendrjakow

Grab Tendrjakows mit seinem Porträt auf dem Kunzewoer Friedhof (Moskau)

Wladimir Fjodorowitsch Tendrjakow (russisch Владимир Фёдорович Тендряков, wiss. Transliteration Vladimir Fëdorovič Tendrjakov, * 5. Dezember 1923 in Makarowskaja, Oblast Wologda; † 3. August 1984 in Moskau) war ein russischer Schriftsteller. Er gilt als wichtiger Vertreter der Tauwetter-Periode in der sowjetischen Literatur.

## Leben
Tendrjakow wurde 1942 Funker eines Infanterieregiments der Roten Armee im Zweiten Weltkrieg an der Front zwischen Don und Donez und später an der Stalingrader Front. In den Kämpfen an der Steppenfront um Charkow 1943 wurde er schwer verwundet. Im Januar 1944 wurde er demobilisiert und unternahm erste erfolglose Versuche als Autor. Nach seiner Genesung arbeitete er als Lehrer für vormilitärische Ausbildung im Kirower Oblast und war Funktionär im Jugendverband. Nach einem Studienjahr an der Moskauer Filmhochschule wechselte er an das Gorki-Institut in Moskau. Von 1946 bis 1951 studierte er Literaturwissenschaft bei Konstantin Paustowski. Während des Studiums begann er Erzählungen zu schreiben, von denen einige zwischen 1948 und 1953 in der russischen illustrierten Zeitschrift Ogonjok veröffentlicht wurden. Ab 1955 arbeitete er als Berufsschriftsteller. Viele seiner Novellen und Erzählungen erschienen erstmals in literarischen Zeitschriften wie Nowy Mir. Sie waren beim Publikum sehr beliebt, da er auch gesellschaftliche Probleme und Konflikte thematisierte. Obwohl er seit 1948 Mitglied der KPdSU war, erhielt er keine hohen Auszeichnungen und wurde von einer Moskauer Schriftstellerversammlung 1957 kritisiert. Auch in den folgenden Jahren sah er sich wiederholter Kritik der Partei ausgesetzt. Einige seiner Werke konnten erst nach seinem Tod erscheinen.

## Literarisches Werk
Stets wiederkehrende Motive in seinen Werken sind der Umgang mit individueller Schuld und das Spannungsfeld zwischen persönlicher Gewissensentscheidung und gesellschaftlicher Verantwortung. Oft geht es auch um die Selbstfindungsprozesse Jugendlicher, dabei werden die Protagonisten durch unerwartete Ereignisse aus ihrem gewohnten Alltag herausgerissen: In Die Nacht nach der Abschlußfeier (Ночь после выпуска) kritisiert die Klassenbeste in ihrer Abschlussrede entgegen der Erwartungshaltung der Zuhörer in scharfen Worten das Schulsystem, das nicht zu selbstständigen Entscheidungen befähigt. In Die Abrechnung (Расплата) erschießt der junge Kolja seinen Vater, der zuvor die Familie tyrannisiert hatte. Die unter der Oberfläche liegenden Konflikte, die zu diesen Vorfällen führen, werden von Tendrjakow herausgearbeitet. Dabei wird klar, dass zwischenmenschliche Beziehungen komplex sind und dass wechselseitige Erwartungen oft enttäuscht und gute Absichten selten belohnt werden. So heißt es auch in dem Roman Mondfinsternis (Затмение), der das Scheitern einer Liebesbeziehung zum Thema hat: „Gegenseitiges Verstehen bezahlen die Menschen mit Blut und mit Stücken ihres Lebens.“
Tendrjakow greift in Drei, Sieben, As Zitate der klassischen russischen Literatur auf: „Das Bild der toten Alten wurde in Hermanns Phantasie sehr bald von Drei, Sieben und As verdrängt.“ Ebenso übernimmt er Dostojewskis Maxime aus Schuld und Sühne: „Du sollst nicht töten.“
Gesellschaftliche Probleme zeigt Tendrjakow oft exemplarisch anhand von Personen auf, die unterschiedliche Wertvorstellungen vertreten. Durch Bürokratie und Intrigen werden Konflikte noch verschärft. Viele Erzählungen Tendrjakows haben ein offenes oder, insbesondere in seinem Spätwerk, pessimistisches Ende.

## Werke in deutscher Übersetzung
- Der Fremde. Ein Kurzroman u. 2 Erzählungen, Übersetzung durch Juri Elperin und Dora Hofmeister, Verlag Kultur und Fortschritt, Berlin 1956
- Der fremde Hof. Übersetzung aus dem Russischen: Juri Elperin, Cartea rusă, Bukarest 1956
- Der wundertätige Nikolaus. Aus dem Russischen von Lieselotte Remané Verlag Kultur und Fortschritt, Berlin 1959
- Drei, Sieben, As. Übersetzung in die deutsche Sprache: Thomas Tasnády und Winfried Bruckner, Deutsch, Wien 1964
- Drei-Sieben-As. Übersetzung in die deutsche Sprache: Günter Löffler (Philipp Reclam jun., Leipzig 1979), gekürzt, Verlag Neues Leben, Berlin 1988 (3-355-00756-0)
- Das Gericht. Reclam, Leipzig 1964
- Fjodor sucht die Wahrheit. Ins Deutsche übersetzt von Ilse Mirus unter Mitwirkung von Nikolaj Gurjew, Laokoon-Verlag, München 1966
- Der Schuss. 2 Kurzromane, Progress Verlag Moskau 1966
- Der Fund. Novelle, aus dem Russischen von Günter Löffler, Verlag Volk und Welt, Berlin 1973
- Das Gericht. (inkl. Der Fund), aus dem Russischen von Corinna und Gottfried Wojtek; Günter Löffler, Verlag Volk und Welt, Berlin 1975
- Die Nacht nach der Abschlußfeier, deutsch auch unter dem Titel: Die Nacht nach der Entlassung. Aus dem Russischen von Heddy Pross-Weerth, Suhrkamp Verlag, Frankfurt/a. M. 1975, ISBN 3-518-04414-1
- Drei Sack Abfallweizen. Aus dem Russischen von Günter Löffler, Verlag Volk und Welt, Berlin 1975
- Begegnung mit Nofretete. Aus dem Russischen von Ingeborg Schröder, (Beigefügtes Werk:  Wie ich die Kunst sehe. Essay. Hrsg. u. mit einem Nachwort versehen von Regina Hager), Volk und Welt, Berlin 1978
- Frühlingsspiel. Aus dem Russischen von Hilde Angarowa, Kinderbuchverlag, Berlin 1977
- Mondfinsternis. Aus dem Russischen von Wolfgang Kasack, Suhrkamp Verlag, Frankfurt/a. M. 1978
- Morast (inkl. der Novellen Die Eintagsfliege, Apostolische Dienstreise) Übersetzung von Vera Albrecht, Eckhard Thiele, hrsg. u. mit einem Nachwort versehen von Regina Hager, Volk und Welt, Berlin 1978
- Die Abrechnung. Aus dem Russischen von Wolfgang Kasack, Suhrkamp Verlag, Frankfurt/a. M. 1980, ISBN 3-518-01701-2
- Kurzschluß, Iwan Tschuprows Fall. Zwei Erzählungen. Tribüne, Berlin 1982
- Sechzig Kerzen. Aus dem Russischen von Thomas Reschke, Volk und Welt, Berlin 1982; auch als Bühnenfassung von Barbara Abend und Christina Schumann nach der Übersetzung von Thomas Reschke (1985, Henschelverlag, Berlin)[6]
- Der feste Knoten. Das Ableben. Volk und Welt, Berlin 1986, ISBN 3-353-00010-0
- Der siebente Tag. Aus dem Russischen von Hilde Angarowa und Hilde Eschwege, Militärverlag der DDR, Berlin 1988, ISBN 3-327-00601-6
- Die reinen Wasser von Kitesh. Aus dem Russischen von Thomas Reschke, Volk und Welt, Berlin 1988, ISBN 3-353-00309-6
- Das Ableben. Volk und Welt, Berlin 1989
- Anschlag auf Visionen. Aus dem Russischen von Ingeborg Schröder, Volk und Welt, Berlin 1989, ISBN 3-353-00515-3
- Menschen oder Unmenschen. Novellen, aus dem Russischen von Ingeborg Schröder und Thomas Reschke, Volk und Welt, Berlin 1990, ISBN 3-353-00626-5
- Auf der seligen Insel des Kommunismus. Erzählungen, aus dem Russischen von Annelore Nitschke, Suhrkamp Verlag, Frankfurt/a. M. 1990, ISBN 3-518-38277-2
- Mein Gespräch mit Lenin und Marx. Aus dem Russischen von Ingeborg Schröder, Volk und Welt, Berlin 1991, ISBN 3-353-00819-5